# Josef Hantych
Josef Hantych (Roudnice nad Labem, 12 novembre 1911 – 28 febbraio 1997) è stato un sollevatore cecoslovacco che ha gareggiato nelle categorie dei pesi medi e dei pesi massimi leggeri.

## Carriera
Prese parte a due edizioni dei Giochi olimpici: a Berlino nel 1936 nei pesi medi, classificandosi al decimo posto, e ad Helsinski nel 1952 nei massimi leggeri, piazzandosi quindicesimo. Partecipò ai campionati mondiali ed europei di Parigi del 1946, nei massimi leggeri, piazzandosi rispettivamente al settimo e al sesto posto.